# Culinária da China

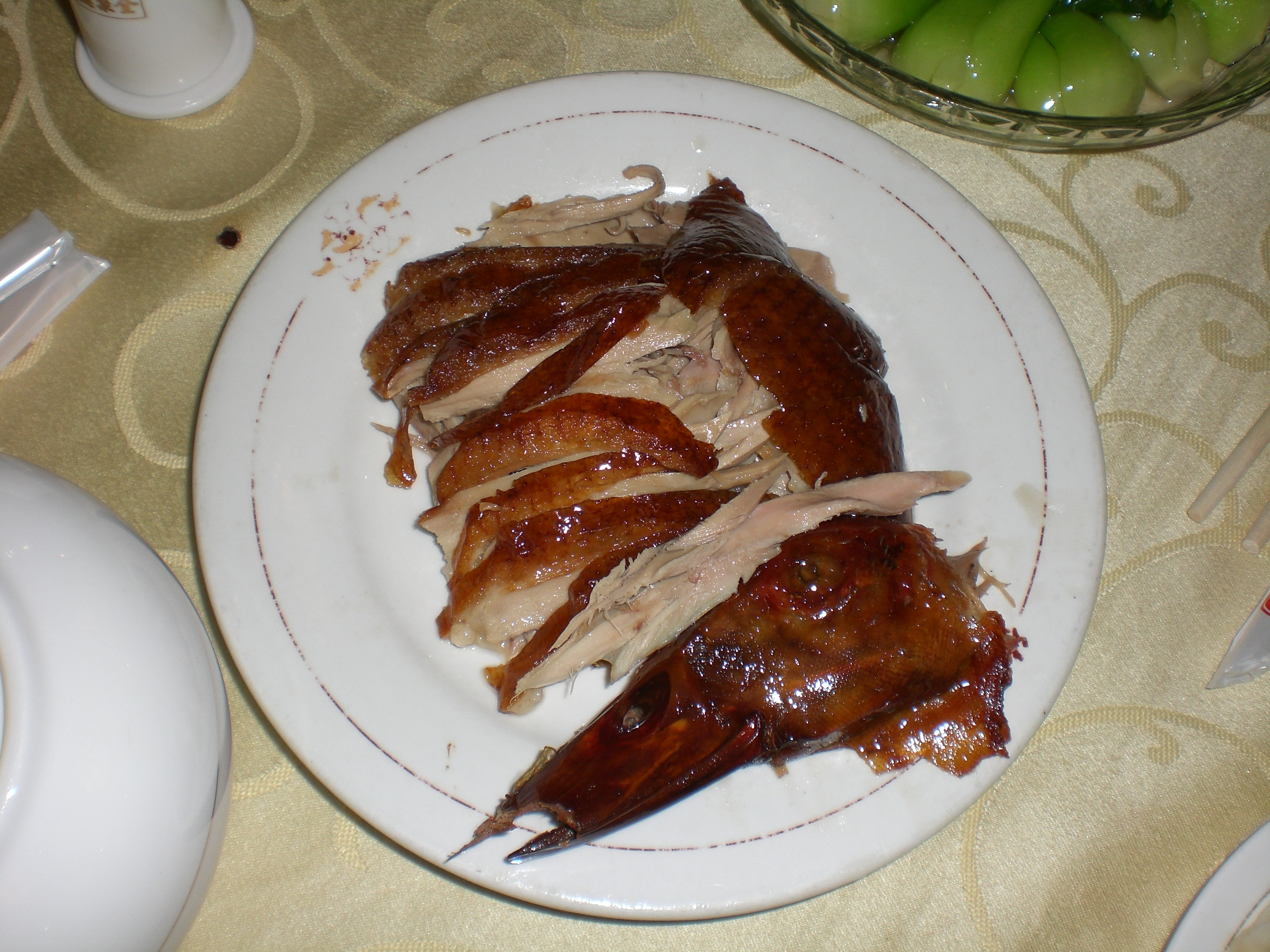
O pato cozido também é um prato tradicional chinês. Na foto, um prato de pato servido em um restaurante da cidade de Pequim.

A culinária da China é a culinária provida da China. É difundida no mundo todo atualmente. Nela consiste diversos pratos e costumes considerados exóticos para a população ocidental.

## A culinária da China
A cidade de Xangai é um grande centro comercial há muitos séculos, e atrai pessoas de várias partes do mundo e do próprio país. É uma região privilegiada devido à grande quantidade de lagos, rios, além ,de ser banhado pelo Mar da China. Esses fatores e o clima ameno propiciaram ótimas condições para o plantio, a pesca e criação de animais. A cozinha local é caracterizada pelos seus sabores adocicados, massas e suas técnicas exclusivas, como o cozinhar vermelho. Essa técnica consiste em cozinhar carnes em molho de soja, deixando-as com um tom avermelhado.
Os pratos de peixe e crustáceos de distintos sabores são habituais na cozinha do leste chinês, que caracteriza-se pelo seu sabor doce. Utilizam, sobretudo, peixe e marisco, destacando-se a sopa condimentada com alho poró. Os pratos mais conhecidos são as ovas de caranguejos com barbatanas de tubarão, ovas de sépia, holoturias (gênero de pepinos-do-mar) ao alho poró e, quanto às carnes, o frango com molho de Dezhou. Destacam-se, também, o pato com oito tesouros e as tiras de enguia. São muito saborosos os sanduíches que se dividem em aproximadamente trezentos tipos. Como exemplo, pode ser citada a bola ovo de pomba.
Grande parte das plantações de arroz da República Popular da China localiza-se nessa região ,e abastece uma boa parte do país. Existem outros produtos característicos do leste, como o molho de soja produzido em Fujian, o vinho de arroz produzido em Xaoxingue e o vinagre de Chequião.
A culinária chinesa é muito rica em sabores e também muito diversificada, tendo características próprias de acordo com cada região do país. A culinária de Xangai, no sudeste do país, prioriza o uso de frutos do mar, sendo uma culinária leve e delicada. Já a culinária de Pequim, no nordeste do país, é mais condimentada e prioriza o uso de massas em seus preparos. Por outro lado, a culinária de Sichuan, no centro do país, é famosa por seus pratos apimentados enquanto a culinária de Xinjiang, no noroeste do país, possui grande influência halal, pelo fato da região fazer divisa com países de origem muçulmana.

## Alguns pratos famosos

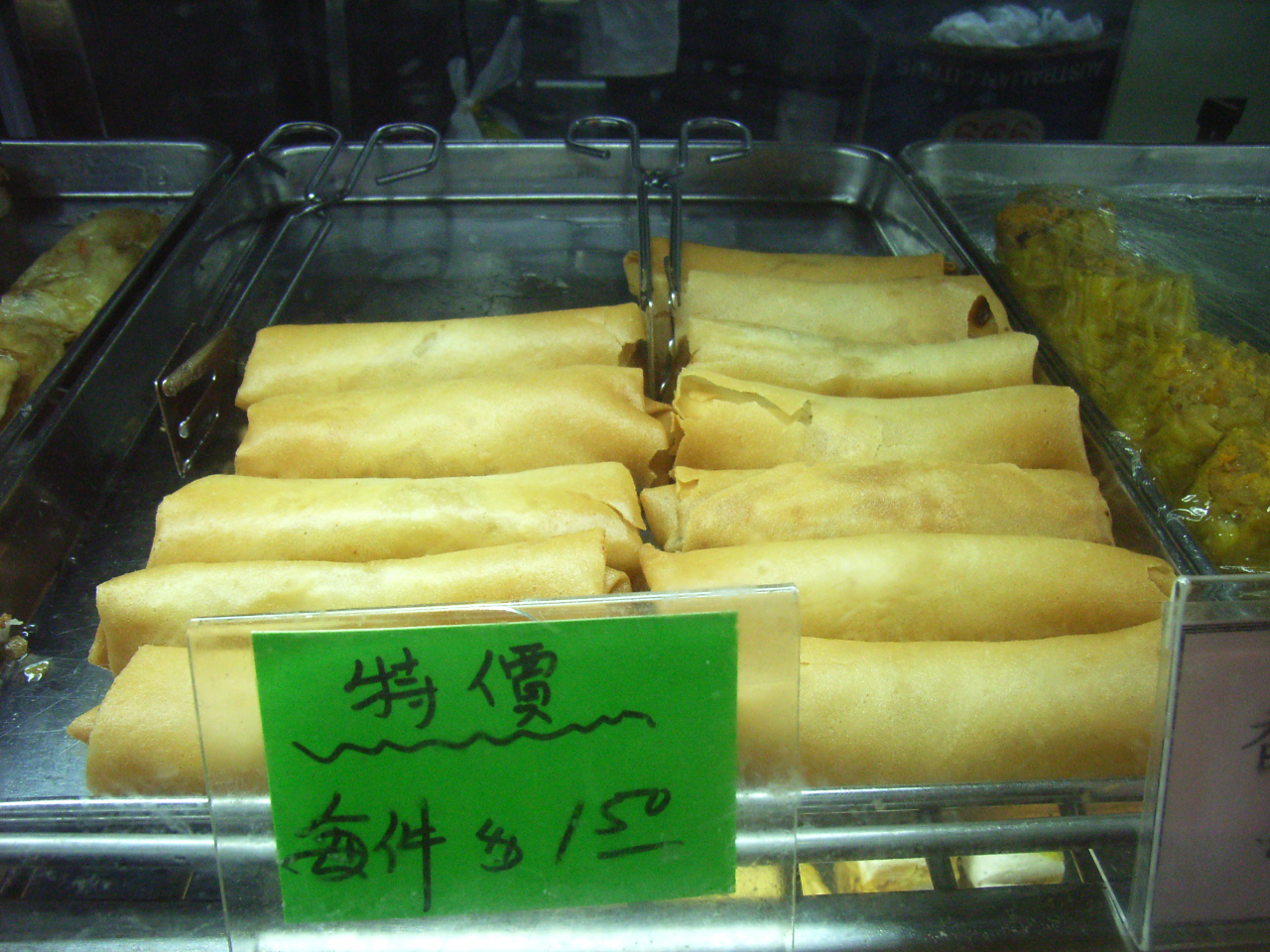
Chun Juan - Rolinhos primavera: um dos pratos típicos chineses mais famosos no mundo. Costuma ser servido com molho agridoce.

- Caranguejo cozido no vapor - O segredo do prato é o caranguejo, que é uma especialidade do Rio Azul;
- Song Shu Gui Yu - peixe na forma de esquilo. O peixe é frito, servido no molho da cor de ouro. A pele do peixe é crocante e a carne é fina. Tem sabor doce e azedo. A forma do peixe parece um esquilo, daí o nome do prato;
- Qing Tang Yu Wan - sopa de bolinhos de peixe. A sopa é clara, os bolinhos são brancos, delicados e lisos. A sopa é feita com toucinho defumado, cogumelos, brotos de bambu e ervilhas;
- Chun Juan - rolinho da primavera. É uma comida comum na República Popular da China ,sendo mais popular no sul. A comida é frita, feita com legumes da primavera enrolados numa capa de farinha de trigo. Tradicionalmente, serve-se a comida na primavera. Hoje em dia, em todas as estações é servido, com molho agridoce;
- Yang Zhou Chao Fan - arroz frito à maneira de Yang Zhou. É arroz frito junto com toucinho defumado, ovo, camarão e legumes da estação.
- Bolinho de arroz recheado - há 2 200 anos, quando invasores chegaram à China e o pai do poeta Qu Yuan suicidou-se, Qu Yuan se jogou no rio. Para que o dragão não o ferisse, o povo fez bolinhos de arroz e jogou no rio. Por isso, todo mês de maio, os chineses fazem esta comida em memória de Qu.
- Tofu recheado - Zhu Yuanzhang, o fundador da dinastia Ming (uma das mais estáveis e autocráticas dinastias chinesas), passou fome quando jovem. Bateu à porta de uma senhora para pedir comida. A senhora serviu-lhe sobras de tofu, recheou com carne e acrescentou verduras cozidas. O prato saboroso ficou na memória do jovem. Ao tornar-se imperador, ordenou que a iguaria constasse do cardápio real.
- Camarão-trovão - é um camarão com molho de tomate pouco apimentado. Quando jogado em cima do biscoito de arroz para ser servido, reproduz o som de trovão e chuva. É o único prato que canta. Na Segunda Guerra Mundial, a primeira-dama da China, Shong Meilin, fez um banquete para os aliados. Serviu este prato e o general estadunidense gostou muito. Ao perguntar o nome, Shong Meilin respondeu: Bomba de Tóquio.
- Camarão à moda de Xangai - é um camarão cinza (de oito a dez centímetros) sem casca, temperado com sal, pimenta-do-reino e amido de milho. Depois de frito e escorrido, é refogado rapidamente em fogo alto, com saquê chinês e cebolinha verde.

## Os cinco elementos e os cinco sabores na culinária daChina
Além do conceito do yin e yang, existe o conceito dos cinco elementos. Os chineses acreditam que estejamos cercados por cinco campos de energia: fogo, madeira, terra, metal e água. Na culinária, esses elementos são representados pelos cinco sabores:
- Amargo - Fogo
- Azedo - Madeira
- Picante - Metal
- Doce - Terra
- Salgado - Água

A medicina chinesa diz que para tratar corretamente um paciente, você deve saber o estado dos cinco elementos no corpo daquela pessoa. A deficiência ou o excesso de um dos elementos pode levar a doenças. Se um indivíduo desenvolver, de repente, um desejo por comidas azedas, isso pode indicar problemas no fígado. Obviamente, o diagnóstico é muito mais complexo e profundo do que isso.